# Leon Manu
Leon Iulian Manu (n. 1 aprilie 1883, Căianu Mare, comitatul Solnoc-Dăbâca – d. 14 februarie 1959, Penitenciarul din Gherla) a fost un călugăr greco-catolic, din Ordinul Sfântul Vasile cel Mare (bazilian - Ordo Sancti Basilii Magni), stareț al mănăstirii Nicula, mai înainte și al mănăstirilor de la Prislop și Moisei, fratele deputatului PNȚ Dumitru Man.
După interzicerea Bisericii Române Unite cu Roma în octombrie 1948, a fost arestat și întemnițat la Penitenciarul din Gherla, unde a și murit în 14 februarie 1959.

## Biografie
Părinții săi au fost Ioan și Candidia Man, ambii învățători. La botez, i-au dat fiului lor numele de Iulian. 
După studiile elementare și gimnaziale, Iulian Manu a urmat Teologia pastorală la Academia Greco-Catolică din Gherla. În anul 1905 a fost tuns în monahism, intrând în Ordinul Sfântul Vasile cel Mare (bazilian) la Mănăstirea Maria-Pócs. Potrivit mărturiilor memorialistice consemnate de canonicul Nicolae Brânzeu, „se pare că din motive sentimentale, s-a călugărit cu numele de Leon, în Ordinul Sf. Vasile cel Mare”. În Biserica Română Unită, nefiind restaurat oficial ordinul călugăresc (bazilian), la acea dată, conform hotărârii Conciliului Provincial nr. II din 1882, el s-a dus la ruteni, unde, în cele din urmă, a ajuns starețul vestitei Mănăstiri Maria-Pócs.

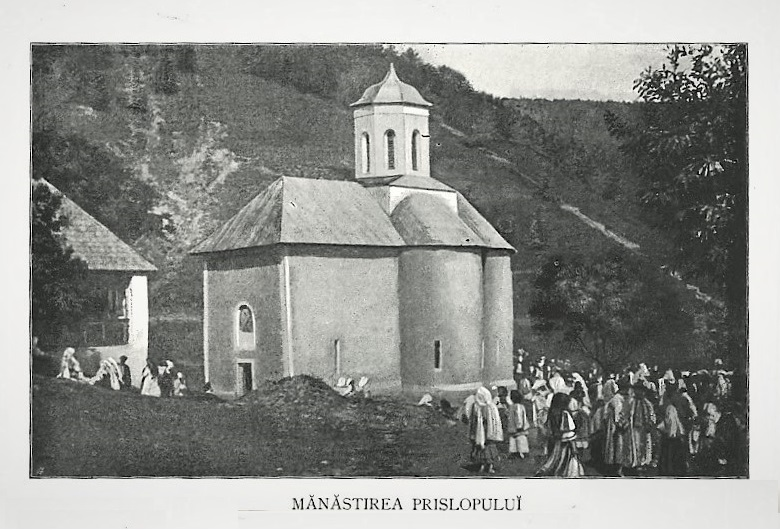
Mănăstirea Prislop în primii ani ai secolului XX

În 1910, Părintele Manu, renunțând la prielnica situație ce o avea în comnitatea călugărilor ruteni, s-a pus în serviciul ramurii române a Ordinului Sf. Vasile cel Mare. Astfel, revenind în Transilvania natală, s-a așezat la Mănăstirea Prislop, unde, în scurt timp, a format o mică obște călugărească. În anul 1911, era deja instalat ca egumen al Mănăstirii Prislop, în comitatul Hunedoarei. Vicarul foraneu de Hațeg, Pr. dr. Iacob Radu, îl caracteriza pe tânărul stareț în următorii termeni: „În primăvara anului 1911, s-a așezat la mănăstirea noastră Cuvioșia Sa, P. Leon I. Manu, fost egumen al vestitei mănăstiri rutene de la Maria-Pocs... Și cunoscând zelul, priceperea și spiritul de jertfă de care Cuvioșia Sa este însuflețit, avem nădejde că mănăstirea, odinioară atât de săracă și părăsită, nu numai va înflori și se va întări, dar va fi și maica altora, care încă așteaptă să fie scoase și ridicate din ruină și părăsire, și mai întâi mănăstirea de la Plosca, care încă e pusă sub îngrijirea dânsului”.
În preajma memorabilului act de la 1 Decembrie 1918, a editat, la Hațeg, gazeta „Țara Hațegului. Organ al Sfatului Național Român”, cu rol mobilizator în realizarea unității noastre statale. Probatoriul documentar arhivistic, respectiv o situație a celor „care s-au distins și au câștigat merite pentru cauza Unirei Ardealului și Banatului cu Țara mamă”, certifică faptul că, în 1918, starețul Mănăstirii Prislop – ieromonahul Leon Manu a fost ales Președinte al Consiliului Național Român Hațeg, echivalentul funcțiunii de primar, și a făcut parte din Marele Sfat Național Român de la Alba Iulia. 
Pentru o scurtă perioadă de timp, în 1919, părintele Leon Manu a păstorit parohiile greco-catolice de la Fărcădinul de Jos și Fărcădinul de Sus, cu filiile Crăguiș și Găuricea, unde slujise un frate de al său, preot, decedat de tuberculoză.
În perioada interbelică, timp de un deceniu, între anii 1920-1930, preotul Leon Manu a desfășurat o intensă activitate misionar-pastorală, în mijlocul credincioșilor greco-catolici emigrați în Statele Unite ale Americii, ca preot al Parohiei „Sfântul Mihail” din Aurora, Illinois. Acolo s-a implicat în repararea și repictarea bisericii, a contribuit la înființarea corului și fanfarei, a Clubului Atletic Român, precum și a unor echipe de baseball și fotbal.
Reîntors din America, în 25 martie 1934, acesta a fost numit ca proto-egumen al Mănăstirii Moisei, în Maramureș, unde a organizat cateheza și pietatea populară, prin ținerea de Misiuni Sfinte și pelerinaje. La chemarea episcopului Iuliu Hossu, începând cu data de 20 septembrie 1936, Leon Manu a slujit în Episcopia de Cluj-Gherla, fiind paroh la cea de a doua parohie din Cluj-Mănăștur, de curând înființată. După scurt timp, a preluat destinele Mănăstirii Nicula, în calitate de egumen, fiind ultimul stareț greco-catolic al acesteia, până la interzicerea Bisericii Române Unite cu Roma.
La nivel mitropolitan, în baza Decretului Congregației pentru Bisericile Orientale din 8 iunie 1937, a fost oficializată Provincia Română a Ordinului Sfântul Vasile cel Mare, în conducerea căreia a fost numit și proto-egumenul Leon Manu.

## Procesul de beatificare
La 13 martie 2018 a început procesul de beatificare a ieromonahului Leon Iulian Manu în cadrul Eparhiei Române Unite de Cluj-Gherla. În 16 februarie 2025 s-a încheiat etapa eparhială a procesului, urmând ca documentele să fie trimise pentru aprobare la Roma, la Congregația pentru Cauzele Sfinților.